# Cuspineda
Cuspineda, o Guspineda, és una masia de Sobremunt (Lluçanès) inclosa a l'Inventari del Patrimoni Arquitectònic de Catalunya.

## Descripció
Edifici civil orientat a migdia amb teulada de dues vessants. A la façana sud i principal de la casa, i a dalt de l'entrada original, s' hi observa una gran arcada feta de pedra sobreposada i de mitja circumferència.
Actualment s' hi accedeix pel cantó est, per una rampa feta amb lloses de pedra.
A la cara nord, hi ha uns corrals quasi enrunats. Al sud trobem una gran cabana rematada amb un corral

## Història
Es troba documentada en el fogatge de 1553, amb Pere Plateu de Cospineda, formant part de la parròquia i terme de Sant Martí de Sobremunt.
Durant el segle passat, en aquesta masia s' hi elaborava el pa per les cases de les rodalies.
Tot i que en mal estat, s' observen encara els dos forns que posseïa.